# Concert des Beatles sur le toit
Vous lisez un « article de qualité » labellisé en 2022.
Le concert des Beatles sur le toit (The Rooftop Concert) est la dernière prestation musicale live du groupe. L'événement a lieu le 30 janvier 1969 à Savile Row sur le toit des studios Apple Corps, à Londres. Conçu pour être la première apparition des Beatles devant un public depuis août 1966, le projet a lieu dans un contexte d'instabilité pour le groupe.
En effet, les séances d'enregistrement de l'Album blanc, qui se sont étalées sur six mois entre mai et novembre 1968, ont été la cause de nombreuses querelles entre les musiciens. La mort du manager Brian Epstein, l'année précédente, a profondément marqué le quatuor, qui souffre d'un manque de leadership. Paul McCartney assure ce rôle malgré lui, alors que John Lennon se désintéresse de la formation, préférant se concentrer sur son idylle avec Yoko Ono. George Harrison, pour sa part, est de plus en plus agacé par sa position par rapport au tandem de compositeurs Lennon/McCartney et son impossibilité de placer les nombreuses chansons qu'il compose alors.
Dans le but de ressouder le groupe, Paul McCartney suggère d'organiser un concert filmé par une équipe de télévision dans les conditions du direct devant un public, prévu pour le 18 janvier 1969. Un documentaire sur les répétitions est également prévu, l'ensemble étant réalisé par Michael Lindsay-Hogg. Cependant, alors que les Beatles répètent les nouvelles chansons aux Twickenham Film Studios dès le 2 janvier 1969 dans une ambiance difficile, mais particulièrement productive d'un point de vue musical, George Harrison quitte ses camarades le 10 janvier.
De nouveau réunis quelques jours plus tard, les Fab Four investissent le studio d'Apple Corps à Savile Row, accompagnés du claviériste Billy Preston, dont la présence et le jeu renforcent la cohésion. Après avoir évoqué de nombreux lieux pour la tenue du concert, le groupe décide d'effectuer la représentation tout simplement sur le toit de leur immeuble. L'événement débute à la mi-journée du 30 janvier 1969, et provoque la stupéfaction des Londoniens présents. L'intervention de la police met fin au concert, qui dure en tout 42 minutes, mais aucune arrestation n'a lieu. Le lendemain, le tournage se termine avec l'enregistrement en studio des chansons Let It Be, The Long and Winding Road et Two of Us. Le projet est alors mis en veilleuse pour plusieurs mois.
Le concert sur le toit est devenu un événement majeur de l'histoire des Beatles. La formation cesse d'exister en septembre de la même année après l'enregistrement et la sortie de l'album Abbey Road, lorsque John Lennon annonce son départ définitif à ses camarades. La séparation n'est toutefois officialisée que quelques mois plus tard, le 10 avril 1970, par Paul McCartney.
Les enregistrements de I've Got a Feeling, One After 909 et Dig a Pony, effectués sur le toit, figurent sur l'album Let It Be. Les Beatles n'existent plus lorsque ce disque, finalisé par Phil Spector, paraît en mai 1970 simultanément au film homonyme qui présente des passages du concert. Resté inaccessible dans sa totalité, celui-ci est montré en intégralité cinquante-deux ans plus tard dans le documentaire The Beatles: Get Back réalisé par Peter Jackson et diffusé en trois parties à partir du 25 novembre 2021 et offert en streaming audio depuis le 30 janvier 2022.
L'événement occupe une place importante dans l'histoire du rock. Sa tenue a influencé de nombreux groupes, qui ont effectué des représentations similaires. Le concert fait également partie de la culture populaire, étant régulièrement cité ou parodié dans plusieurs films et séries.

## Genèse

### Contexte

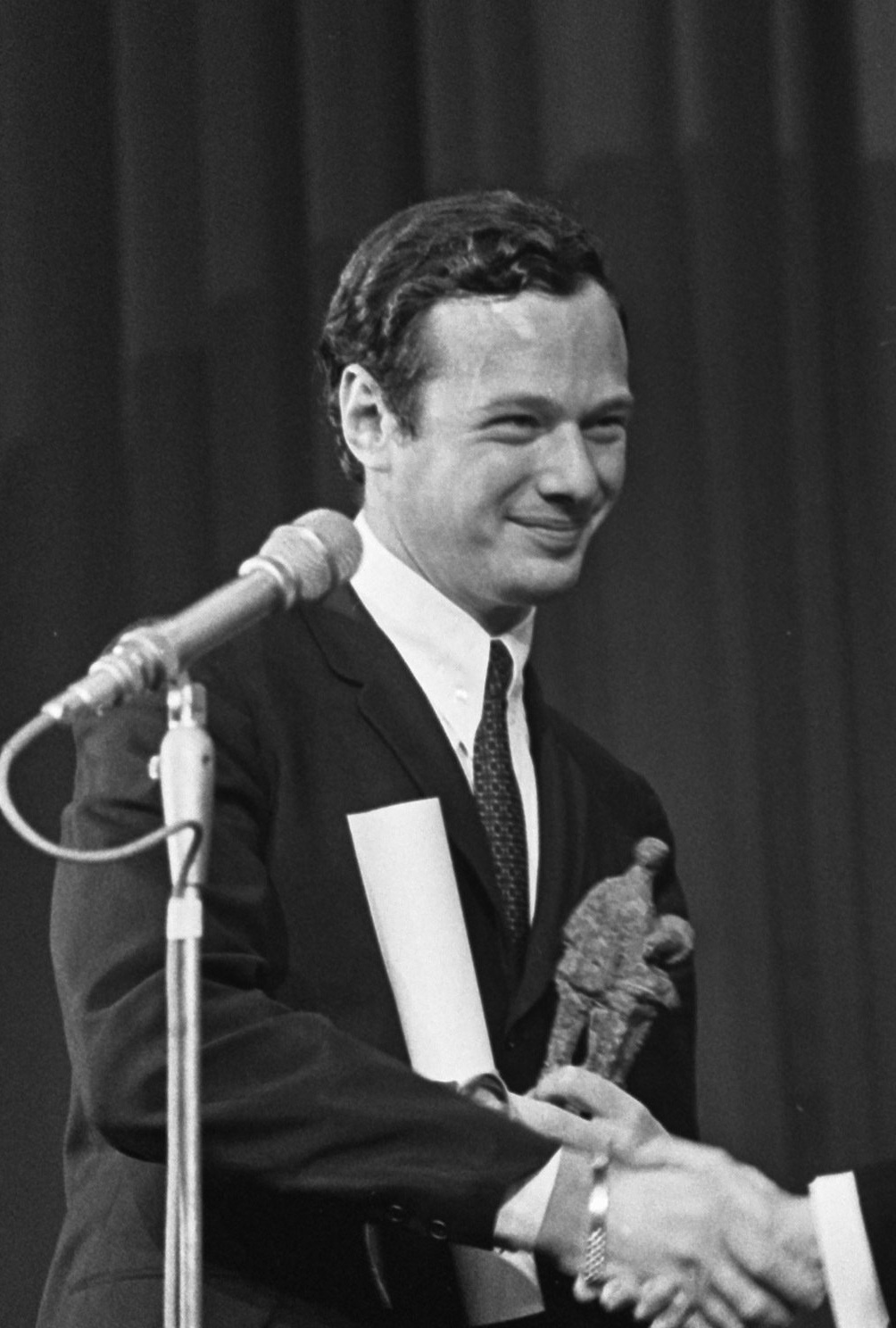
La mort du manager Brian Epstein en août 1967 fragilise la cohésion du groupe.

En novembre 1968, les Beatles publient l'Album blanc, composé d'une trentaine de chansons élaborées durant leur séjour en Inde,. Le groupe sort ainsi d'une période éprouvante de six mois d'enregistrement aux studios Abbey Road, au cours de laquelle les tensions entre les musiciens sont vives. La mort du manager Brian Epstein, l'année précédente, semble avoir brisé la cohésion du groupe. Ringo Starr le quitte même provisoirement en août 1968 à la suite d'une dispute avec Paul McCartney à propos de son jeu sur Back in the U.S.S.R.. George Harrison souffre pour sa part d'un manque de considération de la part de ses partenaires en tant qu'auteur-compositeur.
John Lennon se désintéresse de plus en plus du groupe à la suite de son idylle avec Yoko Ono, et accuse une addiction à l'héroïne. La présence constante d'Ono durant les répétitions crée un malaise entre elle et les autres musiciens. Paul McCartney déclare à ce sujet : « On avait l'impression d'être ses courtisans, c'était horriblement gênant. Il y a eu beaucoup de tensions pendant l'élaboration de l'Album blanc. ». Le bassiste essaie tant bien que mal d'assurer l'équilibre du groupe en se montrant directif, ce qui agace particulièrement Lennon et Harrison.
Le personnel technique prend également ses distances puisque le producteur George Martin s'octroie plusieurs semaines de congés et l'ingénieur du son Geoff Emerick, qui travaille avec le groupe depuis 1966, claque la porte des studios. Malgré ce contexte, l'Album blanc se caractérise par des compositions acoustiques de qualité et sa sortie s'avère être un grand succès commercial. Alors que le groupe semble au bord de l'éclatement, Paul McCartney a une idée qu'il soumet à ses collègues : remonter sur scène afin de renforcer leurs liens et y interpréter quelques chansons de leur dernier album permettant ainsi la promotion de leur album double. Comme le spectacle ne peut être organisé assez rapidement, le groupe décide alors de créer de nouvelles chansons pour un album enregistré live lors d'un seul et unique concert, filmé par une équipe de télévision,. L'objectif est de réunir les quatre musiciens pour faire ce qu'ils font le mieux : jouer du rock 'n' roll dans les conditions du direct, et tourner en parallèle un documentaire sur les répétitions. « L'idée était de montrer les Beatles en train de répéter, de jammer, de mettre au point leur numéro, de se produire enfin quelque part, au cours d'un grand concert final, » déclare Paul McCartney. Le tournage du projet doit débuter le 2 janvier 1969 aux Twickenham Film Studios de Londres, sous la direction du réalisateur Michael Lindsay-Hogg, et se terminer au plus tard à la fin du mois, car Ringo Starr doit jouer dans le film The Magic Christian.

### Répétitions aux Twickenham Film Studios

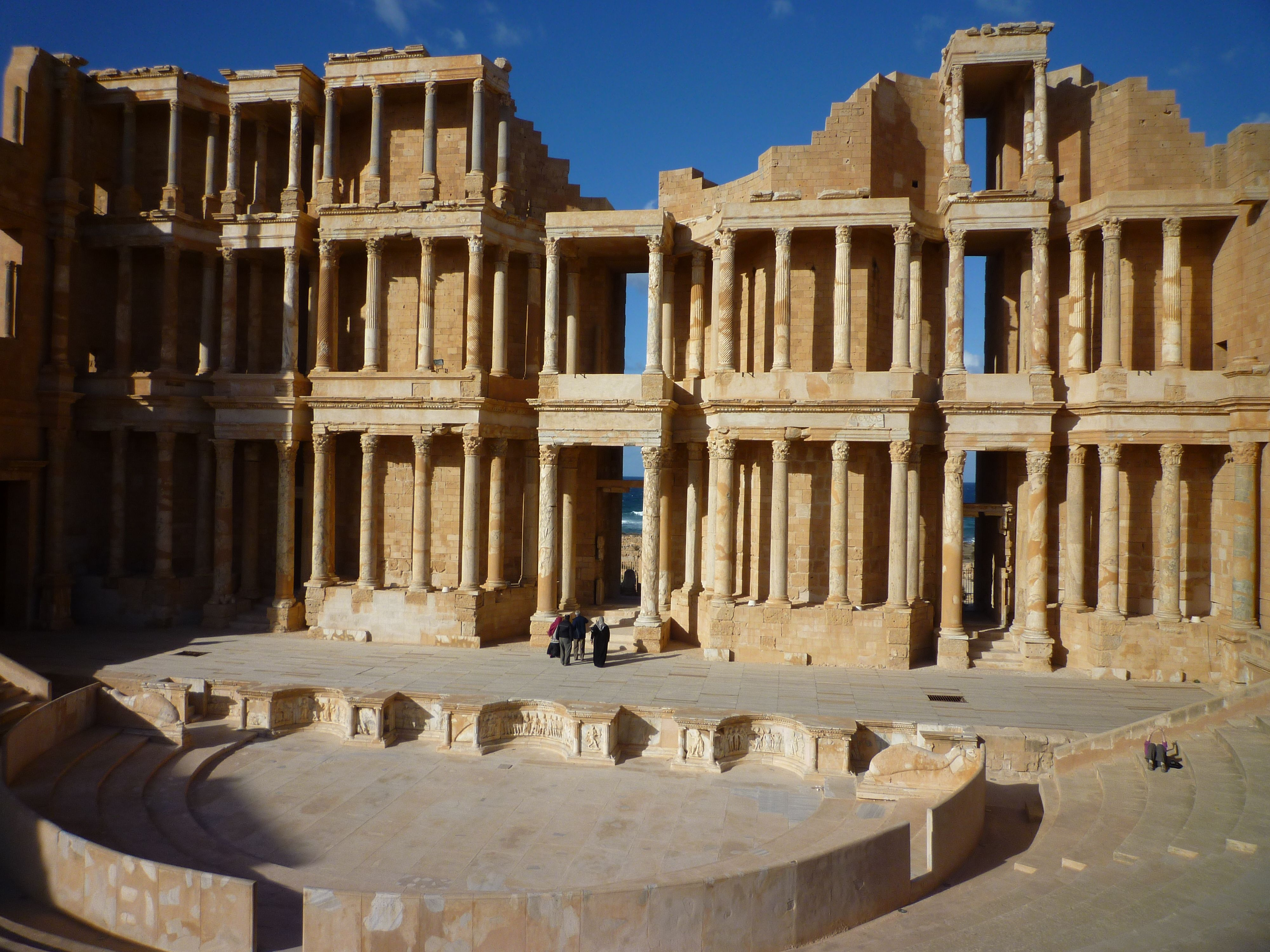
Le théâtre antique de Sabratha, en Libye, est un des lieux concrets évoqués pour le déroulement du concert.

Les Beatles investissent les studios à la date prévue avec l'ensemble des équipes techniques. Ils sont accompagnés par Mal Evans, leur assistant et road manager, Kevin Harrington, leur coursier, tandis que le producteur George Martin se montre relativement en retrait du projet. Neil Aspinall, directeur général d'Apple Corps et Denis O'Dell, directeur de la branche d'Apple Films sont également présents par intermittence. Le groupe se donne un délai de deux semaines pour écrire, composer et finaliser les nouvelles chansons destinées à être jouées durant le concert. L'événement est prévu pour le 18 janvier ; le groupe change ses horaires de travail habituels et est censé commencer les répétitions tous les matins à 10 h, une heure et demie après l'installation du personnel de télévision. Deux caméras filment les musiciens qui se font face au sein de l'immense studio.
Après avoir présenté l'ébauche de deux nouvelles chansons, I've Got a Feeling et Dig a Pony, le groupe aborde de nouveau le thème du concert, émettant l'idée de l'effectuer au théâtre antique de Sabratha, en Libye. « Un son capté en plein air, c'est fantastique, » déclare Glyn Johns, le nouvel ingénieur du son qui accompagne le groupe. « Je vois déjà deux mille Arabes, éclairés à la torche, avec plein d'amis autour. Je crois que c'est le lieu qui convient. », ajoute le réalisateur Michael Lindsay-Hogg. Les Beatles répètent Don't Let Me Down et une ancienne composition, One After 909, avant d'évoquer l'idée de reprendre « leurs bons vieux succès d'autrefois pour ce show ». La chanson Get Back est créée de toutes pièces sur place. Malgré les innombrables discussions et le fait que le groupe n'arrive pas à se mettre d'accord sur la finalité de son projet, les sessions aux Twickenham Film Studios sont particulièrement productives, puisque les Beatles y répètent tous les nouveaux titres apportés par Paul McCartney, John Lennon et George Harrison. Ces chansons figureront sur des singles, les albums Let It Be et Abbey Road, ainsi que sur les albums solos que les trois musiciens publieront après leur séparation. « On n'a jamais répété autant de chansons à la fois ! », remarque d'ailleurs John Lennon, tandis que Paul McCartney note, compte tenu des délais impartis, « On est toujours meilleurs quand on a le dos au mur ».

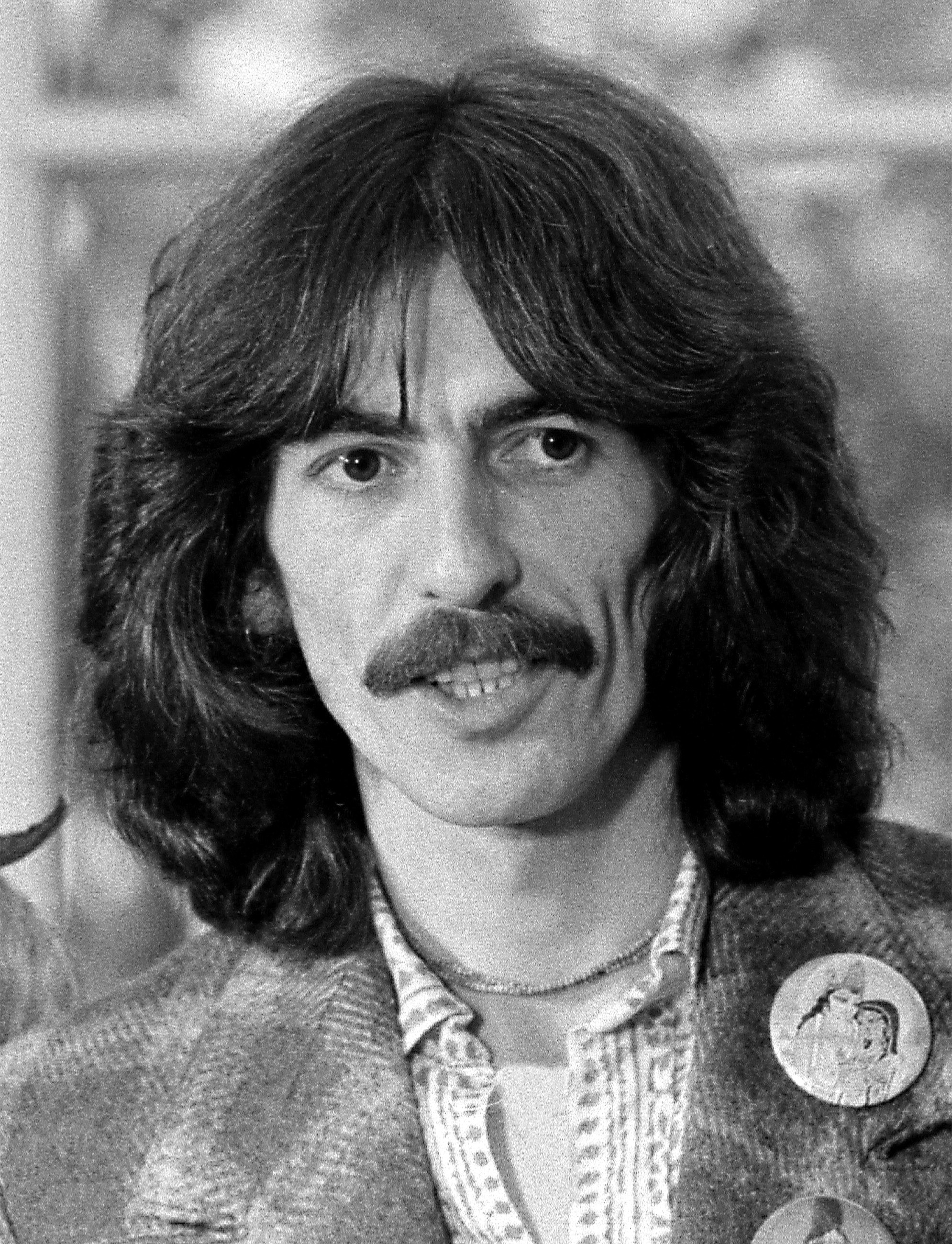
George Harrison quitte provisoirement le groupe le 10 janvier.

Le 6 janvier, d'autres lieux sont cités pour l'organisation du concert tels que Hyde Park ou le Royal Albert Hall,. Toutefois, le projet du théâtre antique de Sabratha se concrétise davantage, puisqu'une délégation conduite par Mal Evans et Glyn Johns a prévu de s'envoler pour la Libye afin de repérer les lieux. Cependant, dans la même journée, une dispute éclate sous l'œil des caméras entre Paul McCartney et George Harrison, pendant que les Beatles jouent la chanson Two of Us. Alors que McCartney fait une remarque sur le jeu de guitare de Harrison, ce dernier lui rétorque : « Voilà, je jouerai tout ce que tu as envie que je joue, ou alors je ne jouerai rien du tout, si tu n'as pas envie que je joue. ». Quatre jours plus tard, Harrison quitte le groupe brutalement avant le déjeuner. « Je quitte... le groupe, là. Maintenant. Passez des annonces, trouvez moi un remplaçant. On se reverra dans les clubs ! », déclare t-il avant de sortir des studios. L'après-midi, les trois autres continuent à jouer dans une ambiance délétère. Ils se lancent aussi dans un bruyant bœuf sur fond de vocalises de Yoko Ono, à la place et au micro qu'Harrison vient juste d'abandonner. John Lennon émet brièvement l'idée de remplacer leur guitariste par Eric Clapton, ce que Paul McCartney refuse immédiatement.
À la suite de ce départ, les Beatles se réunissent en privé chez Ringo Starr afin de décider de l'avenir du groupe. Une première réunion n'aboutit pas car Harrison la quitte, excédé par le fait que Yoko Ono réponde à la place de John Lennon. Quelques jours plus tard, une nouvelle rencontre a lieu toujours au domaine du batteur. Harrison accepte de revenir à condition de changer de lieu de tournage, car les studios Twickenham Film Studios sont jugés froids et dotés d'une mauvaise acoustique, et d'abandonner l'idée d'une émission télévisée. « On est tous allés voir George chez lui [sic]. On lui a dit qu'on l'aimait, on s'est expliqués, il est revenu », déclare Ringo Starr. Le concert du 18 janvier est ainsi annulé, et le projet consiste désormais à suivre le groupe pour l'enregistrement d'un nouvel album dans des conditions live. Paul McCartney reste toutefois attaché à l'idée de jouer devant un public, en accord avec le réalisateur Michael Lindsay-Hogg.

### Répétitions aux Studios Apple

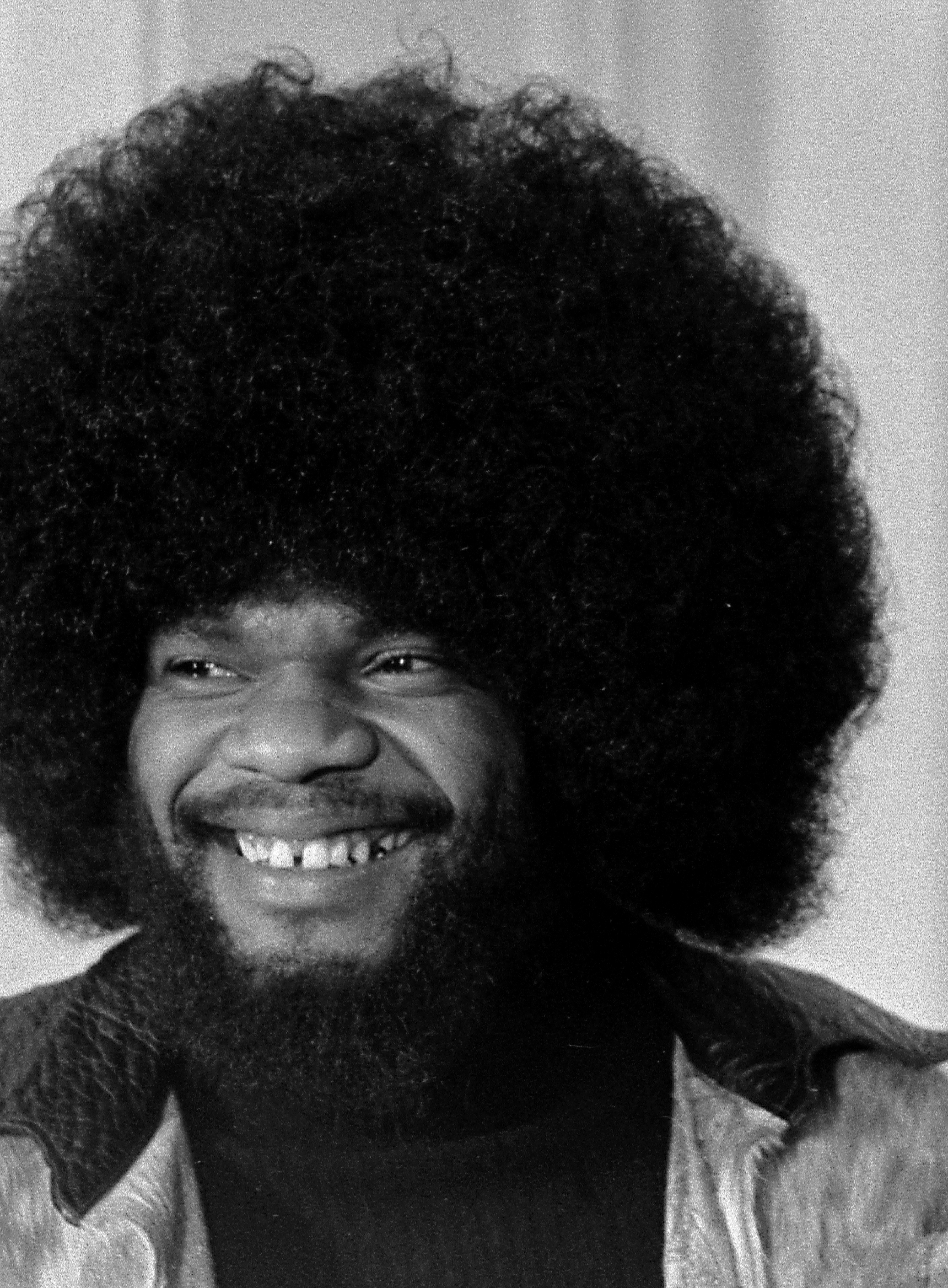
Le claviériste Billy Preston contribue à renouveler la cohésion du groupe.

Pendant les difficiles répétitions aux Twickenham Film Studios, le groupe évoque à plusieurs reprises le nouveau studio que leur ami Alexis Mardas dit « Magic Alex », propulsé à la tête de la division Apple Electronics, prétend leur construire au sous-sol du siège de leur compagnie Apple Corps, au 3, Savile Row. Celui-ci doit comporter un équipement « soixante-douze pistes », le plus moderne jamais créé, alors que le groupe enregistre sur du matériel quatre ou huit pistes depuis ses débuts,,. Les Beatles délaissent par ailleurs les studios EMI, au sein desquels ils ont l'habitude de travailler depuis 1962, ne souhaitant pas revivre les mauvaises expériences vécues durant l'enregistrement de l'Album blanc. De nouveau réunis, ils décident donc de s'installer au sein des studios construits par Mardas afin d'enregistrer dans de bonnes conditions. Lorsque George Harrison et Glyn Johns s'y rendent pour s'enquérir de l'avancement des travaux, ceux-ci s'avèrent désastreux, et le matériel est inutilisable. Le producteur George Martin est contraint d'emprunter d'EMI deux tables de mixage quatre pistes (REDD.37 et REDD.51 (en)) qui sont reliées au magnétophone quatre pistes Ampex appartenant à George Harrison et un second de EMI. Les ingénieurs de la maison de disques s'affairent à installer le tout durant le week-end. Le 20 janvier, les quatre musiciens viennent y faire une première répétition en interdisant la présence des caméras. Lorsque le réalisateur Michael Lindsay-Hogg demande à George Harrison ses premières impressions, ce dernier lui rapporte que la session s'est déroulée au mieux. « Good vibes, man » (« de bonnes vibrations, mec »), lui déclare-t-il. Deux jours plus tard, leur vieil ami Billy Preston, de passage à Londres passe leur rendre visite dans le studio à l'invitation de George Harrison,. Les Beatles lui demandent immédiatement de les accompagner. Dès lors, le groupe aménage des passages de leurs chansons pour que le claviériste y incorpore des solos. Ses interprétations au piano électrique Fender Rhodes sur I've Got a Feeling, Don't Let Me Down et Get Back sont unanimement bien accueillies par l'ensemble des musiciens. John Lennon propose même à Preston d'être crédité sur le prochain album, ce que la claviériste accepte chaleureusement. « C'est génial ! Tu nous donnes un sacré boost ! On étouffe ! On fait ça depuis des jours et des jours ! » disent-ils en chœur. Le projet se poursuit dans cette bonne ambiance générale. Les titres de l'album Let It Be prennent ainsi forme avec Billy Preston, dont la présence apporte beaucoup au groupe, humainement et musicalement,,. Paul McCartney apprécie particulièrement son jeu et, même s'il a trouvé, pendant un temps, « perturbante » la présence d'un musicien extérieur, il conclut que celui-ci « a formidablement joué » et que « tout s'est bien passé ».
Le 22 janvier, Michael Lindsay-Hogg et Paul McCartney entrevoient la tenue du concert sous « une dizaine de jours » en extérieur, à Primrose Hill, mais cela ne va pas s'avérer possible. Trois jours plus tard, alors que le groupe répète, Glyn Johns et Michael Lindsay-Hogg viennent parler à Paul McCartney pour lui exposer leur idée : donner le concert sur le toit de l'immeuble d'Apple Corps. Ce dernier, accompagné de Starr, Johns, Lindsey-Hogg et Mal Evans, y monte pour étudier la faisabilité, conscient du bruit qui pourrait provoquer l'intervention de la police. Le producteur George Martin n'émet pas d'opposition à la suite de cette idée. En effet, après des semaines de réflexion, le groupe considère qu'il s'agit de la solution la plus simple. Lindsay-Hogg fixe la date au mercredi 29 janvier ; mais la météo fait en sorte que le concert sera repoussé d'une journée. Le réalisateur envisage « au moins quatre caméras » sur le toit pour filmer le groupe, avec Londres en arrière-plan. Il planifie également la venue d'un hélicoptère pour les besoins du film, mais abandonne rapidement cette idée, car il anticipe aussi un déplacement possible de la police. « Si la police veut débarquer, ce qui se conçoit, on pourra les éloigner un bon moment en fermant à clé la porte d'entrée et en les obligeant à retourner chercher un mandat de perquisition » déclare t-il. Paul McCartney émet quelques réticences, souhaitant toujours jouer devant un public, avant d'accepter ce compromis. Le groupe effectue ses dernières répétitions et prépare une liste de six à sept titres à jouer le lendemain. Mal Evans et ses équipes construisent la scène, composée de longues planches de bois, et entreposent les instruments et tout le matériel d'enregistrement et de télévision.

## Concert sur le toit

### Derniers préparatifs et instruments

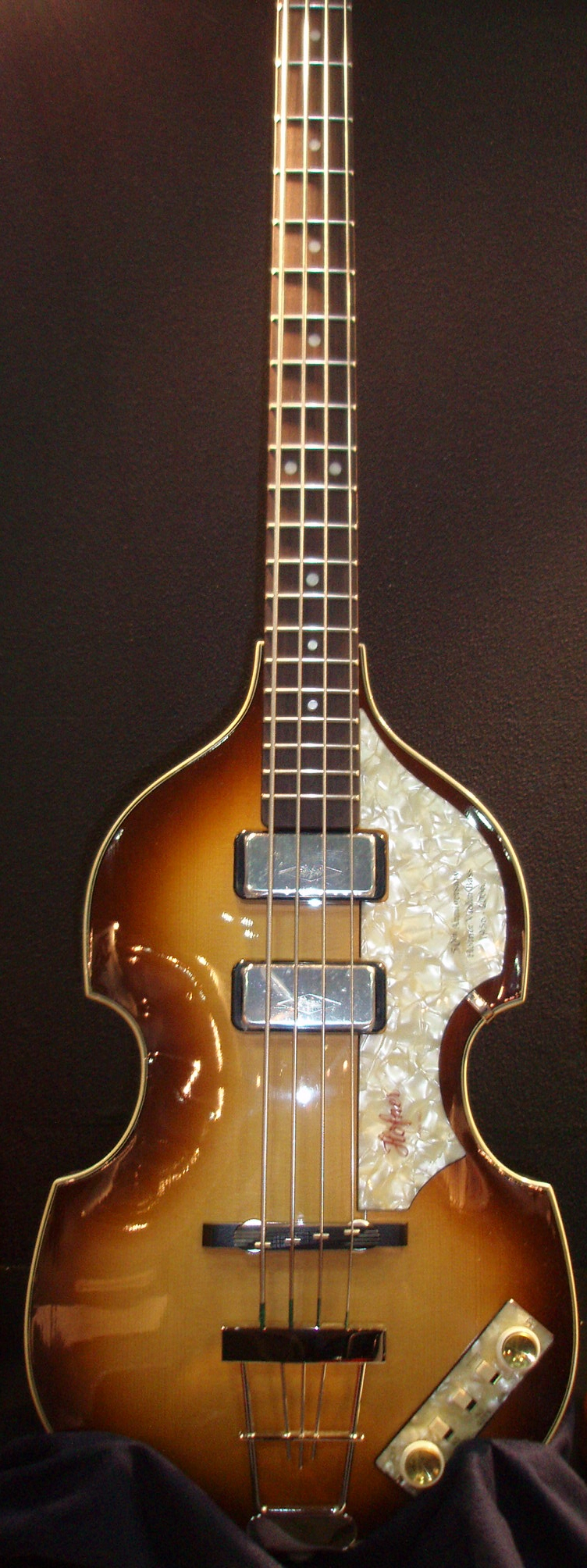
Paul McCartney utilise sa célèbre basse Höfner durant le concert.

Le groupe arrive au studio tard le matin du 30 janvier et discute toujours de la tenue du concert. À la dernière minute, à la suite d'une remarque de John Lennon, « Et merde, allez, on y va. », les musiciens se décident et se dirigent vers le toit. Le groupe sait en toute connaissance de cause qu'il enfreint la loi en jouant sur le toit, mais espère en faire un coup de publicité dans le cas où la police interviendrait. « Alors non seulement on peut se faire choper pour tapage, à cause du bruit, mais aussi pour effraction. », s'exclame Michael Lindsay-Hogg.
La température extérieure étant d'à peine 8 °C, Ringo Starr porte le manteau rouge de sa femme Maureen, George Harrison et John Lennon portent leurs manteaux en fourrure mais Paul McCartney ne porte qu'un complet-veston,.
Les Beatles utilisent le même matériel que sur l'Album Blanc. John Lennon joue sur sa guitare Epiphone Casino tandis que George Harrison utilise un prototype de la Fender Rosewood Telecaster, fabriquée sur mesure par les luthiers Roger Rossmeisl and Philip Kubicki. Ces deux guitares sont branchées sur des amplificateurs Fender Twin Reverb Silverface. McCartney utilise sa basse Höfner 500/1, datant de 1963, reliée à son nouvel ampli Fender Bassman Silverface. Ringo Starr utilise sa batterie Ludwig Hollywood Maple, reçue durant l'enregistrement de l'Album blanc, mais conservant la caisse claire de son modèle Oyster Black Pearl. Le batteur place également une serviette sur celle-ci ainsi que sur son tom basse. Billy Preston est au piano électrique Fender Rhodes branché à un troisième Silverface.
L'ingénieur du son Alan Parsons place des bas en tissu sur les micros afin d'atténuer le bruit du vent. Finalement, ce sont six caméras qui sont positionnées pour filmer le concert du groupe, dont une sur un toit d'un édifice de l'autre côté de Savile Row ; une septième est camouflée dans le hall d'entrée de l'immeuble d'Apple Corps, tandis que les trois dernières filment dans la rue pour recueillir d'éventuelles réactions des passants.
À droite du groupe, protégés du vent par une cheminée, sont assis Yoko Ono, Maureen Starkey, Ken Mansfield (en) (le responsable d'Apple Records aux États-Unis) et Chris O'Dell (assistante de Peter Asher et amie du groupe). Derrière la batterie de Starr est déposée une toile réalisée par Tom Newman. Le chanteur du groupe psychédélique britannique July (en) est passé par Apple Corps pour tenter d'y vendre des toiles. Il apprend par une connaissance sur place que le concert aura lieu et lui permet d'accéder au toit. Neil Aspinall lui achètera la toile pour 25 £ (équivalent à plus de 450$ en 2022).

### Déroulement

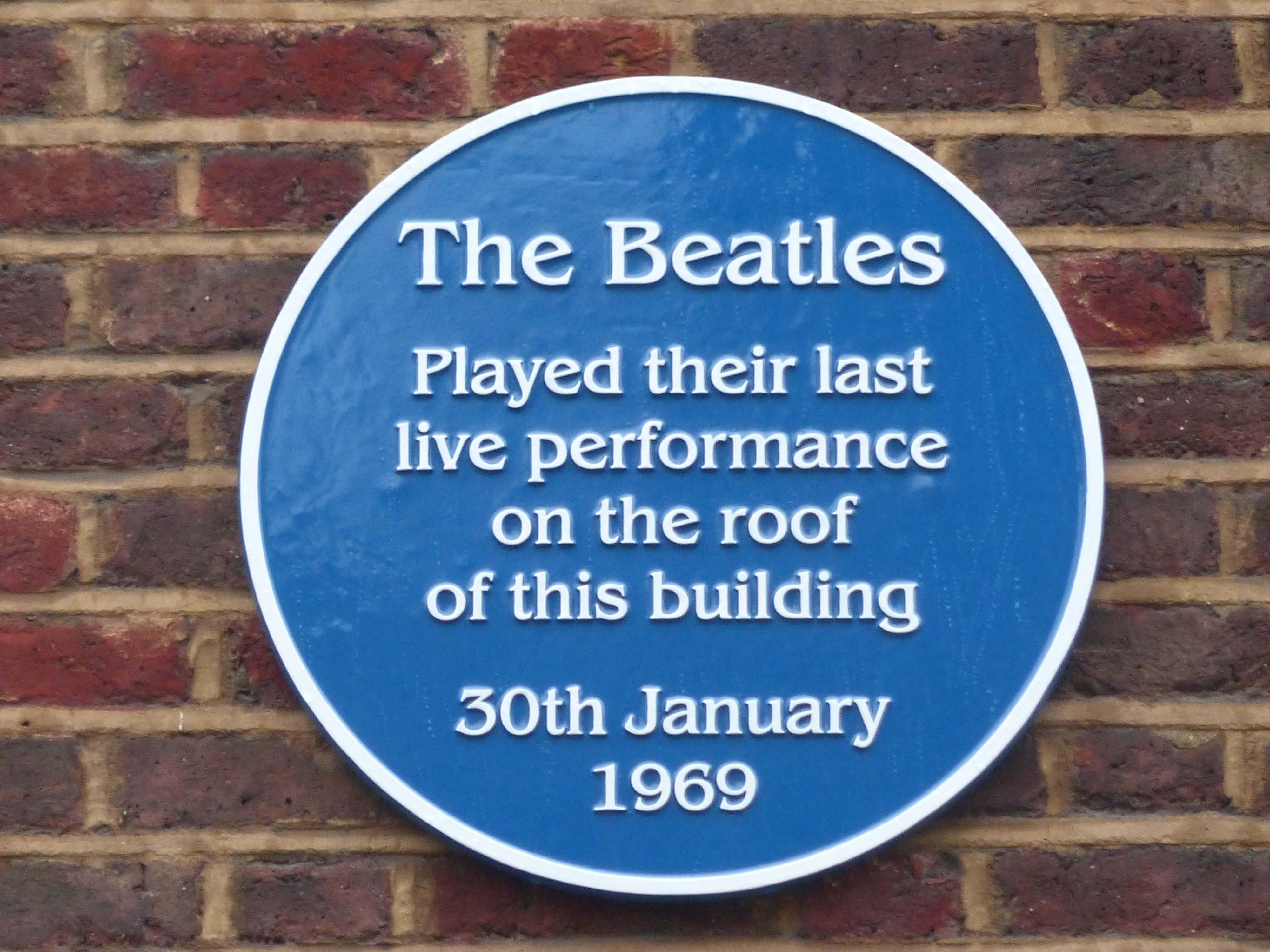
La « blue plaque » apposée sur la façade du 3, Savile Row.

À 12 h 30, les Beatles, accompagnés de Billy Preston, se présentent sur le toit du bâtiment. Les coproducteurs Glyn Johns et George Martin se trouvent dans le studio au sous-sol de l'immeuble, ce dernier « affreusement inquiet à l'idée de bien finir au poste de police de Savile Row pour trouble à l'ordre public. ». Alan Parsons est sur le toit pour aider les musiciens à s'installer et peut alors assister à la prestation. Yoko Ono et Maureen Starkey sont assises à gauche des musiciens. Neil Aspinall, directeur général d'Apple Corps, n'est pas présent en raison d'une opération chirurgicale. 
Après quelques essais avec leurs instruments, les Beatles entament une première prestation partielle de Get Back afin d'effectuer une balance audio, puis une seconde, complète celle-ci, suivie d'une troisième. Avec le plein d'énergie, de bonne humeur, et de sourires complices, le groupe enchaîne avec le titre Don't Let Me Down, sur laquelle Lennon baragouine un vers, puis I've Got a Feeling et One After 909. Ces deux dernières prises sont présentes sur l'album Let It Be. Le groupe interprète ensuite Dig a Pony, dont l'enregistrement figure également sur l'album. La chanson commence avec un faux départ, une seule note de guitares et de basse étant jouée avant que Ringo Starr ne crie « Hold it » pendant qu'il dépose sa cigarette. Lennon ne se souvient pas des paroles et a besoin de l'assistant du groupe, Kevin Harrington, qui s'agenouille devant lui pour lui tenir le bloc-notes contenant les vers. À la fin de celle-ci, il effectue une remarque sur la difficulté à réaliser les accords à cause du froid hivernal qui est conservée sur l'album.
Les bandes d'enregistrement sont changées à ce moment, ce qui laisse le temps au groupe d'interpréter une courte improvisation de God Save the Queen qui est en partie captée. Les Beatles jouent ensuite I've Got a Feeling, une deuxième version de Don't Let Me Down, sur laquelle encore, Lennon se trompe dans les paroles, et terminent par une dernière interprétation de Get Back, durant laquelle la police tente de mettre fin au concert en ordonnant à Mal Evans d'éteindre les amplis des guitares qui seront rapidement rallumés.
La durée complète de l'enregistrement sur le toit est de quarante-six minutes et demie, si on écoute toutes les bandes huit pistes de Glyn Johns montées avec les bandes Nagra, qui ont tourné lors des arrêts, desquelles Apple a publié 38 minutes et 34 secondes en streaming et environ quarante-deux minutes dans le documentaire de Peter Jackson. À la toute fin, Paul McCartney remercie Maureen Starkey (« Thanks Mo! ») pour ses encouragements et son énergie durant la représentation et John Lennon prononce la phrase « I'd like to say thank you on behalf of the group and ourselves, and I hope we passed the audition » (« Je voudrais vous remercier au nom du groupe et de nous tous, et j'espère que nous avons réussi l'audition ») qui devient la scène finale du film homonyme. Ces deux remarques sont intégrées à la finale de la version studio de la chanson Get Back, dernière piste de l'album Let It Be,.

### Réactions

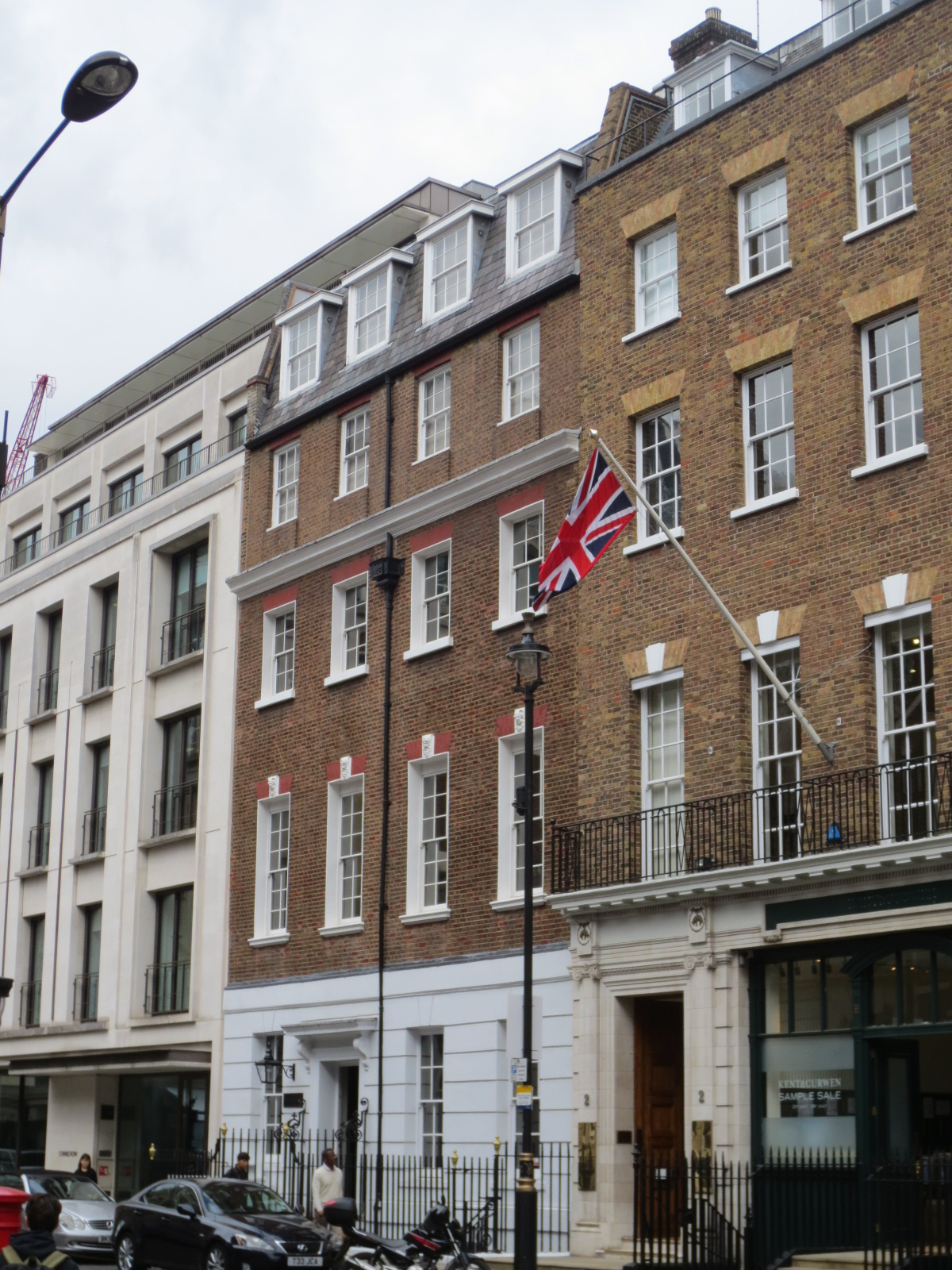
La tenue du concert provoque un attroupement important devant l'immeuble des studios Apple Corps.

La tenue du concert sur le toit provoque des réactions immédiates de la part des passants et occupants des immeubles adjacents. En effet, de nombreuses personnes montent sur les toits voisins et d'en face afin d'y apercevoir le groupe. De plus, un attroupement se forme rapidement dans la rue, ce qui perturbe la circulation automobile. Les trois caméras présentes au bas de l'immeuble recueillent les premières impressions des badauds qui regardent vers le ciel sans pouvoir voir le groupe. Certaines personnes apprécient la tenue de ce concert improvisé, tandis que d'autres en sont particulièrement outrées. Deux jeunes agents de la police, PC Ray Shayler et PC Ray Dagg, arrivent rapidement sur les lieux et entrent dans les locaux d'Apple Corps : « Nous avons reçu une trentaine de plaintes en l'espace d'une demi-heure. Vous troublez la paix publique, d'accord ? C'est un délit qui peut justifier une arrestation. »
Les employés d'Apple, au vu de la caméra cachée, tentent de ralentir l'arrivée des policiers en parlementant pour les garder dans le hall du bâtiment (« Ils jouent juste quelques morceaux ! Ils sont en train d'enregistrer un album ! »), mais ces derniers insistent pour se faire guider vers le toit. Arrivés sur place avec deux autres policiers en renfort, ils obligent Mal Evans, durant la troisième prise de Get Back, à éteindre les amplificateurs des guitares. George Harrison rallume le sien et Evans est contraint de rallumer celui de John Lennon. Pendant l'intervention de la police, Paul McCartney, amusé de voir la présence des forces de l'ordre, improvise sur les paroles de Get Back : « You've been playing on the roofs again, and that's no good, and you know your mummy doesn't like that… She gets angry… She's gonna have you arrested ! Get back ! » (« Tu es encore allé jouer sur les toits, c'est mal, tu sais que ta maman n'aime pas ça… Elle se met en colère… Elle va te faire arrêter ! Rentre chez toi ! »). En voyant arriver la police, Ringo Starr imagine une scène dans laquelle les policiers le forcent à s'arrêter de jouer, puis l'arrêtent. « Quand ils sont arrivés, j'étais en train de jouer et je me suis dit : “Super ! J'espère qu'ils vont m'embarquer.” Ils ne l'ont pas fait. Ça aurait pu être fabuleux », s'exclame-t-il. Lorsque le groupe regagne l'escalier, Paul McCartney s'excuse auprès des policiers pour la tenue du concert, tandis que John Lennon et George Harrison restent discrets, ayant été précédemment arrêtés et libérés sous caution.

### Derniers enregistrements et mixage audio
Dans l'après-midi, les Beatles et leurs compagnes retournent au sein des studios, en sous-sol, afin de donner leurs impressions et écouter l'ensemble de l'enregistrement. Linda Eastman a également rejoint Paul McCartney. Le producteur George Martin trouve que « c'est bien mieux sorti que ce qu'il pensait », tandis que George Harrison juge le son « super ». Michael Lindsay-Hogg propose d'effectuer un montage en post-production pour masquer les quelques erreurs et déclare « qu'à soixante-quinze pour cent c'est réussi. » Paul McCartney est pour sa part satisfait du travail effectué et déclare que le groupe « s'est bien amusé. » Il conclut : « On a tenu jusqu'au bout et, ça a été très plaisant. ». Le groupe discute de continuer à enregistrer dans le sous-sol durant l'après-midi mais décide de reprendre le lendemain car il faudra du temps pour redescendre le matériel du toit vers le studio.
Le lendemain, le dernier jour de ce projet, le groupe se réunit dans leur studio pour enregistrer Two of Us, The Long and Winding Road et Let It Be, dont les prises aboutiront sur l'album. Le groupe passe également en revue des articles de presse, notamment du Daily Mail, relatant la tenue du concert et les désagréments causés à certains commerçants de Savile Row. Le 5 février, le mixage audio en stéréo des enregistrements du concert a lieu au sein des studios Apple Corps. Il s'agit de la dernière séance de travail du projet, à laquelle Glyn Johns et Alan Parsons sont présents. Ce dernier témoigne à propos du concert : « Ce fut un des plus beaux et des plus excitants jours de ma vie. Voir les Beatles jouer ensemble et recevoir la réaction instantanée des gens autour d'eux, cinq caméras sur le toit, d'autres en pleine rue... c'était juste incroyable. Une journée magique, magique ». Le mois suivant, les bandes des enregistrements du projet sont confiées à Glyn Johns, qui est chargé d'en produire un album. Néanmoins, seul Paul McCartney s'y intéresse, alors que les trois autres souhaitent bénéficier des technologies du studio pour produire un album de meilleure qualité. Glyn Johns présente tout de même son travail de mixage, mais celui-ci ne convainc pas le groupe, et les bandes sont provisoirement mises de côté en avril. John Lennon présente la maquette de cet album à un journaliste et lors d'une émission de radio, elle sera enregistrée par des auditeurs et se retrouvera sur le marché gris sous le titre Kum Back.

## Postérité

### Séparation du groupe

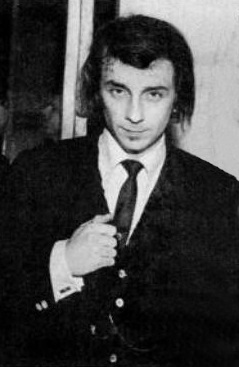
Le producteur américain Phil Spector finalise la production de l'album Let It Be, qui contient trois chansons enregistrées sur le toit.

Bien que le concert ait renforcé en apparence la cohésion du groupe, celui-ci souffre toujours de l'absence du leadership de Brian Epstein, disparu dix-huit mois plus tôt. « Apple nous faisait office de manager. On se disait qu'il fallait qu'on trouve quelqu'un, mais trouver la bonne personne était extrêmement difficile. », déclare Paul McCartney. Entretemps, Allen Klein, un homme d'affaires américain, suit de près les affaires du groupe, et se rapproche de John Lennon et Yoko Ono, qu'il rencontre fin janvier, avant la tenue du concert. L'entrepreneur gère déjà les contrats de groupes de renom, tels que The Dave Clark Five, Herman's Hermits et The Rolling Stones, et cherche à faire de même avec les Beatles.
Début février, le groupe se réunit au siège d'Apple dans le but de nommer Klein à la tête de ses affaires financières. George Harrison, Ringo Starr et John Lennon acceptent sa nomination tandis que Paul McCartney refuse, à la suite du conseil de Mick Jagger. « Ne vous approchez pas de ce mec, c'est un fumier ! C'est un escroc. », avait-il averti (les Rolling Stones perdent l'année suivante leur catalogue musical qui appartient désormais au label de Klein[réf. nécessaire]). Le groupe enchaîne avec le début de l'enregistrement d'un nouvel album plus sophistiqué, dès le 22 février aux studios Trident de Londres. Le single Get Back / Don't Let Me Down est publié le 11 avril au Royaume-Uni. Le groupe honore la proposition faite à Billy Preston quelques mois plus tôt et le crédite sur l'étiquette du single sous la forme « The Beatles with Billy Preston ». Entre juillet et août 1969, la formation enregistre son ultime album, Abbey Road. Michael Lindsay-Hogg effectue un montage provisoire du film et organise une projection pour l'ensemble du groupe et leurs proches le 20 juillet. Il est contraint de réduire la durée de son film de près d'une heure. La sortie de l'album Abbey Road en septembre repousse la sortie de celui-ci, alors que John Lennon quitte définitivement le groupe, mettant de fait fin à l'aventure. Il remarque : « Nous étions arrivés à un point où toute magie avait disparu. ». « J'ai fondé le groupe. Je l'ai dissout. C'est aussi simple que ça » finit-il par conclure. La décision est tenue secrète, notamment car les quatre musiciens sont juridiquement liés par contrat,.
Au début de l'année 1970, Paul McCartney apprend que Phil Spector, un producteur de musique américain controversé, a été choisi par EMI au détriment de George Martin, afin de récupérer les bandes laissées par Glyn Johns quelques mois plus tôt afin de finaliser la production de l'album Let It Be. Furieux du travail réalisé sur l'album ainsi que de la gestion controversée d'Allen Klein, Paul McCartney rompt le secret le 10 avril 1970 et annonce publiquement la séparation du groupe,. L'album Let It Be est publié le 8 mai au Royaume-Uni, tandis que la première du film de Michael Lindsay-Hogg a lieu le 13 mai à New York, et une semaine plus tard au Royaume-Uni.

### Inspirations musicales

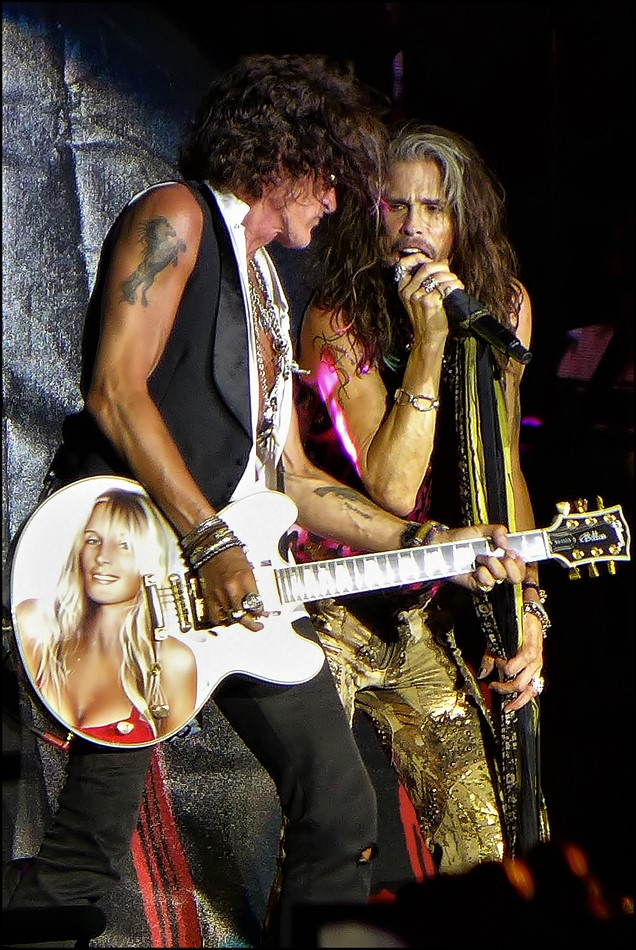
Le guitariste Joe Perry remarque que les Beatles se sont retirés avec la classe et le panache dignes d'un groupe de types qui ont la tête, les mains et les pieds au dessus de n'importe qui d'autre.

Le concert devient un événement majeur de l'histoire des Beatles. La représentation est en effet la dernière prestation du groupe, et met en scène la complicité des musiciens, la qualité de leurs compositions, leur énergie, et leur maturité. Cinquante ans après cet ultime concert, les Beatles sont toujours considérés comme un des meilleurs groupes et des plus influents de l'histoire du rock. « Je n'imagine pas ma vie sans les Beatles. Ils nous ont montré une façon d'être, pas qu'en tant que musicien mais aussi en tant qu'individu. » déclare Wayne Coyne. En effet, malgré les rancœurs et la pression médiatique, les Beatles ont été capables d'effectuer une prestation de qualité historique. Les musiciens laissent leur égo de côté pour se concentrer sur la musique. « Ils ont touché le monde entier. Et ils se sont retirés avec la classe et le panache dignes d'un groupe de types qui ont la tête, les mains et les pieds au dessus de n'importe qui d'autre. » souligne Joe Perry.
Le concert sur le toit inspire plusieurs groupes de musique dans un esprit d'hommage. Toto met en scène le clip de son single I'll Be Over You, réalisé par Nick Morris (en) en 1986, sur le toit d'un immeuble de Los Angeles,. Le 27 mars 1987, à l'instar des Beatles, le groupe U2 effectue un concert sur le toit d'un bâtiment de Los Angeles afin de faire un clip pour la chanson Where the Streets Have No Name. Le réalisateur Meiert Avis filme quatre prises de cette chanson. Le groupe joue aussi ses chansons In God's Country, Sunday Bloody Sunday et Pride (In the Name of Love) en plus de People Get Ready de Curtis Mayfield et d'une courte prestation du tube de Martha and the Vandellas, Dancing in the Street. La même année, le groupe Echo and the Bunnymen se produit sur le toit d'un immeuble d'Oxford Street pour fêter les vingt ans de la sortie de l'album Sgt. Pepper's Lonely Hearts Club Band. Dix ans plus tard, s'inspirant également des Beatles, le groupe Spiritualized réalise une performance à plus de 550 mètres de hauteur, en effectuant un concert au sommet sur la Tour CN de Toronto.

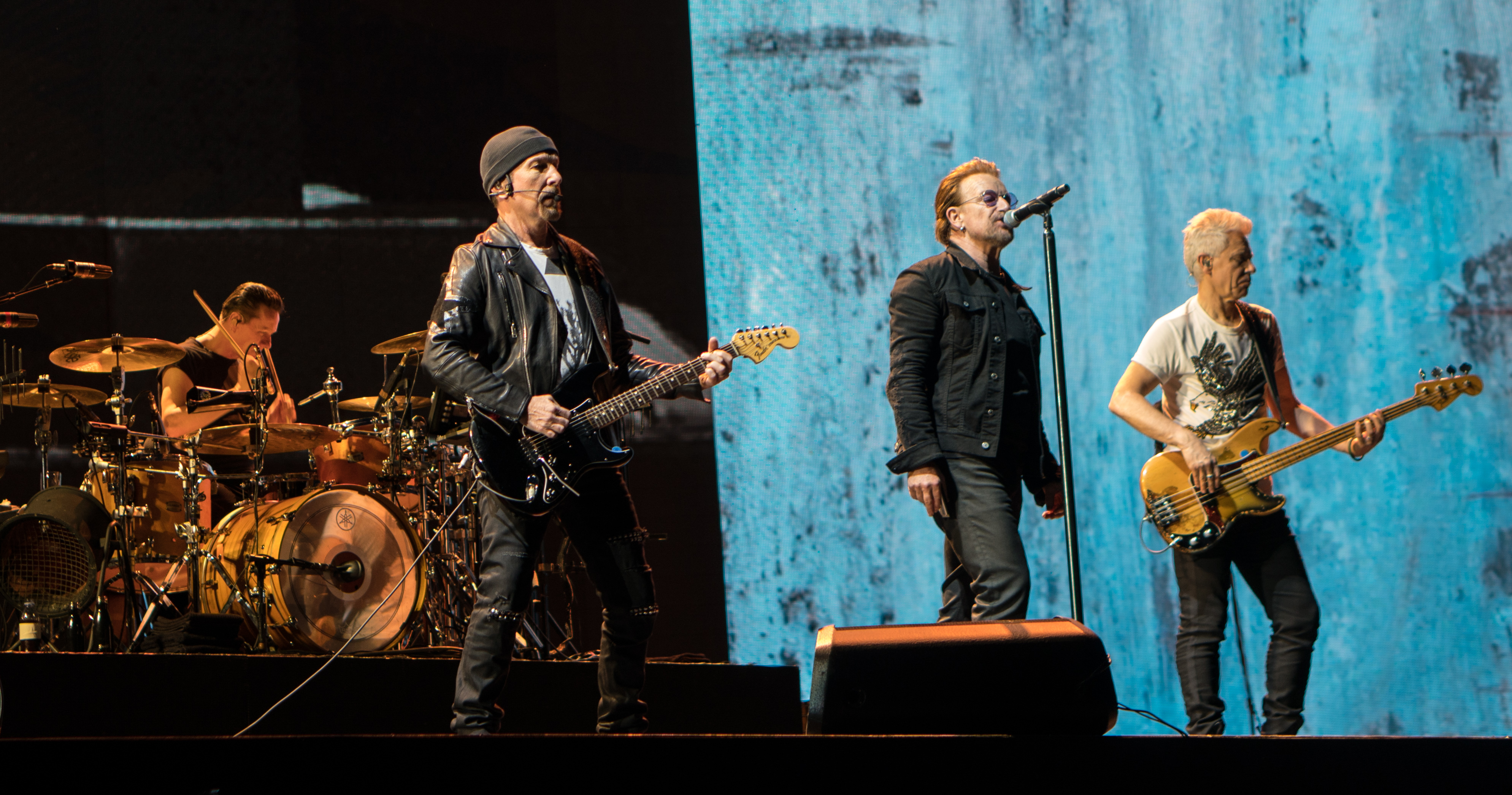
Le groupe U2, ici en 2017, effectue un concert sur le toit d'un immeuble de Los Angeles en 1987.

Au début des années 2000, Paul McCartney souhaite rééditer l'album Let It Be sans les ajouts de Phil Spector. Let It Be… Naked paraît en 2003 dans une version dépouillée de tout overdub du producteur. L'album comprend notamment la version live de Don't Let Me Down, un composite des deux prises enregistrées sur le toit, Lennon s'étant trompé dans les paroles à deux moments différents. La version studio étant déjà sortie en face B d'un single le  11 avril 1969, Spector avait décidé de l'écarter de l'album. I've Got a Feeling est, elle aussi, un composite des deux prises enregistrées sur le toit, contrairement à l'album originel qui contenait seulement la première prestation.
Outre l'inclusion d'une partie du concert dans le film Let It Be, des extraits de celui-ci sont visibles dans les documentaires Anthology et The Beatles: Eight Days a Week. Les clips promotionnels des chansons Get Back et Don't Let Me Down utilisent aussi des images de ce concert,.
Paul McCartney s'inspire par ailleurs du concert sur le toit en se produisant sur la marquise du Ed Sullivan Theater, le 15 juillet 2009, devant une foule de 4 000 personnes dans la rue et 4,4 millions de téléspectateurs, dans le cadre de l'émission Late Show with David Letterman. Il intitule également sa tournée nord-américaine de 2022 Paul McCartney Got Back durant laquelle il utilise les images et la voix de John Lennon, captés lors du concert sur le toit, afin de chanter en duo avec lui la chanson I've Got a Feeling,. Enfin, dans le cadre de la sortie de leur album Unlimited Love, les Red Hot Chili Peppers interprètent la chanson These Are the Ways sur le toit du Roosvelt Hotel, le 31 mars 2022,.

### Inspirations culturelles

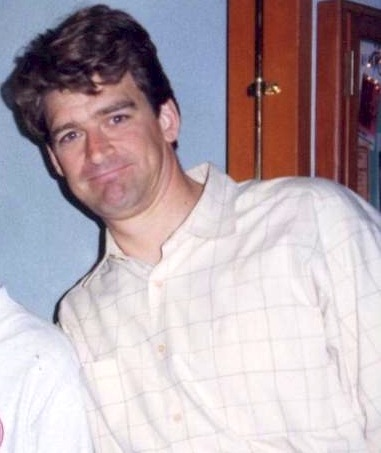
Le scénariste des Simpson Jeff Martin s'inspire en partie du concert sur le toit pour écrire l'épisode Le Quator d'Homer.

Le concert des Beatles sur le toit inspire également plusieurs réalisateurs de films et de séries. Eric Idle, dans son film All You Need Is Cash, parodie de l'histoire des Beatles, fait jouer The Rutles sur un toit. Dans Le Quator d'Homer, premier épisode de la cinquième saison des Simpson calqué sur l'histoire des Beatles, les B Sharps, le groupe d'Homer Simpson, jouent sur le toit de la taverne de Moe Szyslak. Le scénariste de l'épisode, Jeff Martin, est en effet un fan inconditionnel du groupe. Durant l'épisode, alors que le groupe d'Homer Simpson joue le concert sur le toit, le personnage de George Harrison s'arrête en bas du bâtiment et déclare « Ça a déjà été fait ». Les vêtements portés par les Beatles sont également fidèlement reproduits sur les personnages de la série qui interprètent le concert sur le toit. Dans le filmYesterday de Danny Boyle , sorti en 2019, le héros Jack Malick donne cette fois un concert sur le toit d'un hôtel de Gorleston-on-Sea.
Enfin, dans la foulée de la sortie du documentaire The Beatles: Get Back et pour célébrer le 53e anniversaire du concert, les artistes du spectacle Love du Cirque du Soleil créent une chorégraphie sur le toit de l'hôtel The Mirage. Filmés en deux heures et demie avec quatre caméras et deux drones, vingt-sept danseurs de la troupe font leur prestation au son de la version Love de la chanson Get Back. La vidéo et un making-of, présenté par Tim Smith, le directeur artistique de la troupe, sont mises en ligne le jour précédant l'anniversaire.

### The Beatles: Get Back

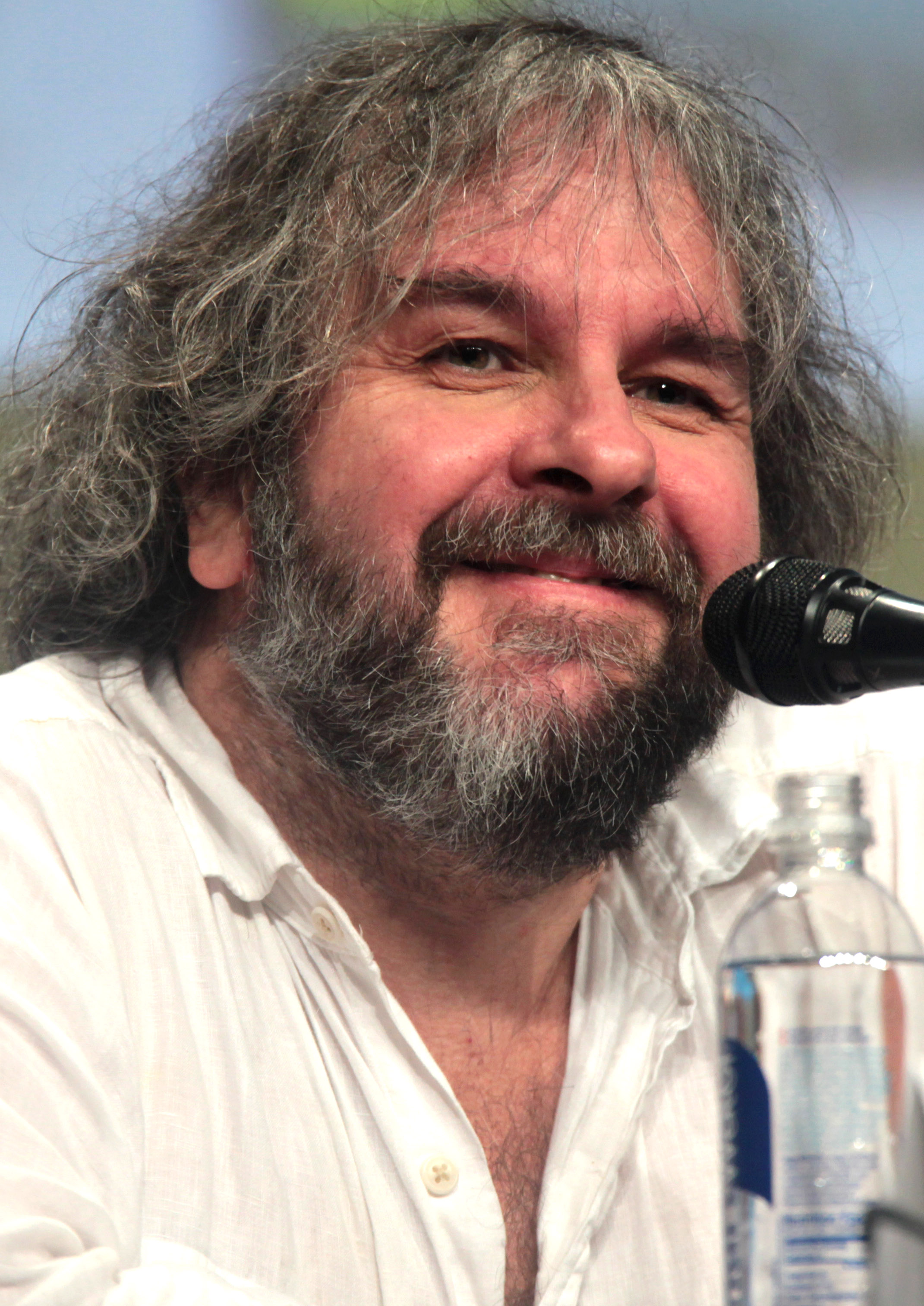
Peter Jackson réalise le documentaire The Beatles: Get Back, qui comprend l'intégralité du concert des Beatles sur le toit.

Peter Jackson acquiert les compilations rouge et bleu au milieu des années 1970 alors qu'il est adolescent. Dès lors, le réalisateur entretient une passion pour les Beatles durant les décennies suivantes. « Le génie musical de John Lennon, Paul McCartney, George Harrison et Ringo Starr a continué de rayonner et […] il a changé ma vie. » déclare t-il. À l'occasion de l'anniversaire du concert des Beatles sur le toit, lors d'une prestation hommage au même endroit, il est annoncé que Jackson réalisera un nouveau documentaire intitulé The Beatles: Get Back à partir des images tournées par Michael Lindsay-Hogg cinquante ans plus tôt,.
D'une durée de presque huit heures, les trois épisodes du documentaire sont mis en ligne les 25, 26 et 27 novembre 2021 sur la plateforme Disney+ et inclut le concert complet incluant les commentaires des passants et les actions des policiers. Apple Corps propose également l'édition d'un beau-livre de la retranscription de certaines des conversations du groupe lors des séances. Édité par le journaliste John Harris (en), le choix des dialogues est souvent différents de ceux du film. « C'est une façon différente de présenter l'histoire de Get Back, mais passionnante elle aussi. », déclare Jackson. L'écrivain Hanif Kureishi, rédacteur de l'introduction de l'ouvrage, souligne « la chance pour le lecteur d'assister à un tel processus » et que « grâce à Get Back, nous avons la chance d'être là comme une petite souris. ». Les critiques qui suivent la sortie du documentaire sont presqu'unanimement positives. Paul McCartney déclare notamment « avoir adoré » le documentaire après un entretien avec Jackson, tandis que Ringo Starr le qualifie de « chef-d'œuvre »,. Julian Lennon et son frère Sean confient « l'avoir adorée ». « J'ai retrouvé là l'image du jeune père dont je me souvenais, avec ce sens de l'absurde et du loufoque mêlé à l'intelligence et au don artistique », ajoute Julian Lennon.
Rob Sheffield, du magazine Rolling Stone, titre l'œuvre comme « le document des Fab Four le plus émouvant de tous les temps » et que « Get Back est l'équivalent d'un banquet de Thanksgiving pour les fans ». Le journaliste établit également la liste des « vingt-quatre raisons pour lesquelles nous continuerons de regarder Get Back pour toujours » dont notamment la joie de Maureen Cox, l'épouse de Ringo Starr, qui secoue la tête en rythme lors de la prestation de la chanson Get Back et le groupe montrant de nombreux moments de complicité lors du concert. David Renard, du New York Times, considère que la présentation du concert fait partie des « six grands moments » du documentaire de Peter Jackson. Alexis Petridis, du journal The Guardian, malgré une critique mitigée, estime tout de même que le montage en écran divisé du concert est « quarante minutes de joie sans contrainte ». Le documentaire se mérite les cinq prix Grammy pour lesquels il était en nomination.

#### Film IMAX et piste audio complète
IMAX: The Beatles: Get Back – The Rooftop Concert, la séquence du concert des Beatles sur le toit, avec les commentaires des badauds et l'intervention des policiers, est présentée au cinéma le 30 janvier 2022 en format IMAX dans quelques salles du Royaume-Uni et des États-Unis. Cette avant-première est suivie d'une période de « questions-réponses » avec le réalisateur Peter Jackson. Ce film, d'une durée de soixante minutes, sort en salle partout dans le monde du 11 au 13 février.
Albums de The Beatles
The Beatles Bootleg Recordings 1963
(2013) Beatles '64
(2024)
Albums live des Beatles
The Beatles: Live at the Hollywood Bowl
(2016)
Get Back: The Rooftop Performance, la piste audio du concert complet sans les interruptions, remixée par Giles Martin et Sam Okell, a été rendue disponible en streaming simultanément à l'avant-première. Une première tentative incomplète de Get Back afin d'effectuer une balance audio n'est pas incluse bien qu'elle est aperçue dans le documentaire. Un extrait de I Want You (She's So Heavy) a aussi été joué lors de l'arrêt de l'enregistrement entre les deux premières prises complètes de Get Back. La troisième prise de cette chanson, où les amplificateurs des guitares sont momentanément éteints sous l'ordre des policiers, avait déjà été placée sur Anthology 3 en 1996. Des amalgames des deux prestations de Don't Let Me Down ainsi que celles de I've Got a Feeling ont été inclus dans l'album Let It Be… Naked sorti en 2003.
Toutes les chansons sont écrites et composées par Lennon/McCartney, sauf God Save the Queen qui est d'origine inconnue.
| 1.  | Get Back                                                                                     | Prise n°1                                      | 4:43 |
| 2.  | Get Back                                                                                     | Prise n°2                                      | 3:24 |
| 3.  | Don't Let Me Down (erreur dans les paroles à 2:08)                                           | Prise n°1                                      | 3:22 |
| 4.  | I've Got a Feeling (suivie d'une improvisation à la basse)                                   | Prise n°1, présente sur Let It Be              | 4:44 |
| 5.  | One After 909 (suivie d'un vers de Danny Boy (en))                                           | Prise unique, présente sur Let It Be           | 3:09 |
| 6.  | Dig a Pony (longue intro de répétition suivie d'un faux départ)                              | Prise unique, présente sur Let It Be           | 5:52 |
| 7.  | God Save the Queen (débutée pendant que les ingénieurs changaient les bandes)                | Courte improvisation                           | 0:26 |
| 8.  | I've Got a Feeling (suivie d'un vers de A Pretty Girl Is Like a Melody (en))                 | Prise n°2, précédée de quelques improvisations | 5:35 |
| 9.  | Don't Let Me Down (faux départ, Harrison débute Get Back, et erreur dans les paroles à 0:39) | Prise n°2                                      | 3:30 |
| 10. | Get Back (les amplificateurs des guitares sont éteints en cours de prestation)               | Prise n°3, finale placée sur Let It Be         | 3:47 |

## Fiche technique

### The Beatles
- John Lennon : guitare rythmique, chant
- Paul McCartney : guitare basse, chant
- George Harrison : guitare solo, chant
- Ringo Starr : batterie

avec
- Billy Preston : piano électrique

### Personnel technique
- George Martin : producteur
- Glyn Johns : ingénieur du son
- Alan Parsons : ingénieur du son
- Michael Lindsay-Hogg : réalisateur
- Tony Richmond : directeur photo